# Avegöl (Forserums socken, Småland)
Avegöl är en sjö i Nässjö kommun i Småland och ingår i Motala ströms huvudavrinningsområde. Sjön är 5 meter djup, har en yta på 0,029 kvadratkilometer och är belägen 300 meter över havet.